# Kanot vid europeiska spelen
Kanot vid europeiska spelen är kanottävlingar som ingår i de europeiska spelen. Kanot var en av de 20 sporter som fanns med vid de första europeiska spelen 2015. Sporten finns med på programmet även under andra upplagan 2019.

## Grenar
Under de två europeiska spelen som har genomförts har sprintgrenar i avgjorts i disciplinerna kajak (K) och kanadensare (C).
|       |  |    |    |  |  |  |  |  |  |  |  |  |  |  |  |  |  |  |  |  |  |  |  |  |  |  |
| Kanot |  | 15 | 16 |  |  |  |  |  |  |  |  |  |  |  |  |  |  |  |  |  |  |  |  |  |  |  |

## Medaljörer

### 2015
Se även Kanot vid europeiska spelen 2015.
Herrar
| Gren            | Guld                                                          | Silver                                                                     | Brons                                                                    |
| K-1 200 meter   | Miklós Dudás (HUN)                                            | Petter Menning (SWE)                                                       | Ed McKeever (GBR)                                                        |
| K-1 1 000 meter | Max Hoff (GER)                                                | Fernando Pimenta (POR)                                                     | Rene Holten Poulsen (DEN)                                                |
| K-1 5 000 meter | Max Hoff (GER)                                                | Fernando Pimenta (POR)                                                     | Cyrille Carre (FRA)                                                      |
| K-2 200 meter   | Serbien Nebojša Grujić Marko Novaković                        | Tyskland Ronald Rauhe Tom Liebscher                                        | Ungern Sandor Totka Péter Molnár                                         |
| K-2 1 000 meter | Ungern Zoltán Kammerer Tamas Szalai                           | Tyskland Max Rendschmidt Marcus Gross                                      | Belarus Vitalij Bialko Raman Piatrusjenka                                |
| K-4 1 000 meter | Ungern Zoltan Kammerer Dávid Tóth Tamás Kulifai Dániel Pauman | Ryssland Alexandr Sergeev Vasilj Pogreban Anton Ryachov Vladislav Blintcov | Belarus Pavel Miadzvedzeu Aleh Jurenia Vitalij Bialko Raman Piatrusjenka |
| C-1 200 meter   | Henrikas Žustautas (LTU)                                      | Valentin Demjanenko Fuksa (AZE)                                            | Martin Fuksa (CZE)                                                       |
| C-1 1 000 meter | Sebastian Brendel (GER)                                       | Martin Fuksa (CZE)                                                         | Attila Vajda (HUN)                                                       |
| C-2 1 000 meter | Belarus Andrei Bahdanovitj Aliaksandr Bahdanovitj             | Ryssland Alexej Korovasjkov Ilja Pervuchin                                 | Tyskland Peter Kretschmer Michael Müller                                 |

Damer
| Gren            | Guld                                                        | Silver                                                           | Brons                                                                                 |
| K-1 200 meter   | Marta Walczykiewicz (POL)                                   | Natalia Podolskaja (BLR)                                         | Danuta Kozák (HUN)                                                                    |
| K-1 500 meter   | Danuta Kozák (HUN)                                          | Yvonne Schuring (AUT)                                            | Ewelina Wojnarowska (POL)                                                             |
| K-1 5 000 meter | Marjna Litvinsjuk (BLR)                                     | Lani Belcher (GBR)                                               | Renáta Csay (HUN)                                                                     |
| K-2 200 meter   | Belarus Marjna Litvinsjuk Marharyta Macheva                 | Serbien Nikolina Moldovan Olivera Moldovan                       | Ukraina Marija Povkh Anastasiia Todorova                                              |
| K-2 500 meter   | Serbien Milica Starović Dalma Ružičić-Benedek               | Rumänien Roxana Borha Elena Meroniac                             | Ungern Anna Kárász Ninetta Vad                                                        |
| K-4 500 meter   | Ungern Gabriella Szabó Anna Karasz Danuta Kozák Ninetta Vad | Tyskland Franziska Weber Verena Hantl Conny Wassmuth Tina Dietze | Polen Karolina Naja Ewelina Wojnarowska Edyta Dzieniszewska-Kierkla Beata Mikołajczyk |

### 2019
Se även Kanot vid europeiska spelen 2019.
Herrar
| Gren            | Guld                                                                    | Silver                                                        | Brons                                                    |
| K-1 200 meter   | Maxime Beaumont (FRA)                                                   | Balázs Birkás (HUN)                                           | Dzmitry Tratsiakou (BLR)                                 |
| K-1 1 000 meter | Bálint Kopasz (HUN)                                                     | Fernando Pimenta (POR)                                        | Aleh Jurenia (BLR)                                       |
| K-1 5 000 meter | Bálint Kopasz (HUN)                                                     | Fernando Pimenta (POR)                                        | Max Hoff (GER)                                           |
| K-2 1 000 meter | Tyskland Max Hoff Jacob Schopf                                          | Ukraina Oleh Kukharyk Oleksandr Syromiatnykov                 | Ryssland Roman Anosjkin Vladislav Litovka                |
| K-4 500 meter   | Ryssland Artem Kuzachmetov Aleksandr Sergejev Oleh Husiev Vitaly Ersjov | Tyskland Max Rendschmidt Ronald Rauhe Tom Liebscher Max Lemke | Slovenien Samuel Baláž Erik Vlček Csaba Zalka Adam Botek |
| C-1 200 meter   | Artsem Kozyr (BLR)                                                      | Nicolae Craciun (ITA)                                         | Alfonso Benavides (ESP)                                  |
| C-1 1 000 meter | Tomasz Kaczor (POL)                                                     | Kirill Sjamsjurin (RUS)                                       | Sebastian Brendel (GER)                                  |
| C-2 1 000 meter | Rumänien Cătălin Chirilă Victor Mihalachi                               | Ukraina Andrii Rybachok Yurii Vandiuk                         | Ryssland Ilja Pervuchin Kirill Sjamsjurin                |

Damer
| Gren            | Guld                                                          | Silver                                                                     | Brons                                                                       |
| K-1 200 meter   | Emma Jørgensen (DEN)                                          | Danuta Kozák (HUN)                                                         | Marta Walczykiewicz (POL)                                                   |
| K-1 500 meter   | Volha Chudzenka (BLR)                                         | Danuta Kozák (HUN)                                                         | Emma Jørgensen (DEN)                                                        |
| K-1 5 000 meter | Maryna Litvintjuk (BLR)                                       | Dóra Bodonyi (HUN)                                                         | Marianna Petrušová (SVK)                                                    |
| K-2 200 meter   | Ukraina Mariya Povkh Liudmyla Kuklinovska                     | Tyskland Franziska John Tina Dietze                                        | Belarus Volha Chudzenka Maryna Litvintjuk                                   |
| K-2 500 meter   | Belarus Volha Chudzenka Maryna Litvintjuk                     | Ungern Anna Kárász Danuta Kozák                                            | Ryssland Anastasija Pantjenko Kira Stepanova                                |
| K-4 500 meter   | Ungern Anna Kárász Danuta Kozák Tamara Csipes Erika Medveczky | Belarus Marharyta Makhneva Nadzeja Papok Volha Chudzenka Maryna Litvintjuk | Polen Karolina Naja Katarzyna Kołodziejczyk Anna Puławska Helena Wiśniewska |
| C-1 200 meter   | Alena Nazdrova (BLR)                                          | Lisa Jahn (GER)                                                            | Dorota Borowska (POL)                                                       |
| C-2 500 meter   | Ungern Virág Balla Kincső Takács                              | Belarus Nadzeja Makartjanka Volha Klimava                                  | Ryssland Kseniia Kuratj Olesia Romasenko                                    |